# دن کاسمورو
دن کاسمورو رمانی نوشته ماشادو د آسیس نویسنده برزیلی است که برخی آن را برترین رمان در ادبیات برزیل به شمار می‌آورند. این کتاب در کنار دو کتاب خاطرات پس از مرگ براس کوباس و کینکاس بوربا مهم‌ترین کارهای این نویسنده به شمار می‌آیند. ماشادو د آسیس این رمان را در سال ۱۸۹۹ در برزیل به چاپ رساند.

این کتاب خاطرات خودنوشت بنتینیو سانتیاگو ملقب به دن کاسمورو است. راوی در این رمان شرح زندگی خود از کودکی تا زمان حال را روایت می‌کند. بیشتر وقایع رمان مربوط به سال‌های میانی قرن نوزدهم است که شرح کودکی و نوجوانی دن کاسمورو و عشق او به کاپیتو و ماجراهای آن را در بر می‌گیرد. در فصل‌های پایانی این کتاب که از ۱۴۸ فصل کوتاه تشکیل شده نیز شرح بزرگسالی و ازدواج بنتو سانتیاگو تا سال‌های پایانی قرن نوزده روایت می‌شود.